# Realistpartiet
Realistpartiet är ett lokalparti i Södertälje kommun. Partiet grundades 17 april 2014 och fick samma år 847 röster i kommunalvalet och därmed ett mandat i Södertäljes kommunfullmäktige. Grundare och ledare för partiet är Joakim Granberg.
Joakim Granberg var under 1990-talet en krogprofil i Södertälje. Han var med och byggde om biografen Roxy på Nygatan till nattklubben Etage, sedermera restaurang.
Realistpartiet vill inte placera in sig på vänster-höger-skalan. En av huvudfrågorna för partiet i valet 2014 var att öppna upp Maren för småbåtstrafik. Partiet har sedan engagerat sig för hyresrätter med lägre hyror och mot korruption inom politiken. Partiet vill återinföra tjänstemannaansvaret. Partiet vill också främja företagandet och satsa satsningar på ungdomar, idrotten och samt engagerat sig i trygghetsskapande åtgärder.
I kommunalvalet 2022 fick partiet 1 964 röster (4,05 procent) vilket gav tre mandat.